# Bill Willingham
Bill Willingham é um autor de histórias em quadrinhos americanas. É o criador da série Fábulas. Foi indicado por seu trabalho na revista ao Eisner Award de "Melhor Escritor" em 2003, 2005, 2007, 2009 e 2010, ganhando o prêmio em 2009.